# Warneton-Bas
Warneton-Bas (dénommé Bas-Warneton avant la Révolution française) est la partie de Bas-Warneton située sur la rive sud de la Lys qui resta française aux traités d'Utrecht en 1713, tandis que la partie de Bas-Warneton située sur la rive nord de la Lys fut cédée par la France à l'Autriche (Pays-Bas autrichiens) et fait maintenant partie de la Belgique (Région wallonne), dans la Province de Hainaut, à Comines-Warneton

## Histoire
Avant la Révolution, Bas-Warneton, comme on l'appelait alors, faisait partie de la province de Flandre wallonne, de la généralité de Lille (subdélégation de Lille) et du diocèse de Tournai (tout comme Lille, Roubaix et Tourcoing, bien que la ville de Tournai elle-même, siège du diocèse, soit située dans les Pays-Bas autrichiens depuis 1713). Pour ce qui est de la justice, Bas-Warneton faisait partie du ressort de la gouvernance de Lille, et en appel du Parlement de Flandres.
Bas-Warneton fut constitué en commune à la Révolution, commune qui prit le nom de Warneton-Bas. Son code INSEE était le 59643. Elle faisait partie du département du Nord, de l'arrondissement de Lille, du canton de Quesnoy-sur-Deule et du diocièse de Cambrai jusqu'en 1913, puis du diocèse de Lille nouvellement créé à partir de 1913. Warneton-Bas ne disposait pas d'un bâtiment abritant la mairie. Les réunions du conseil municipal se tenaient au café Sainte-Barbe.
Maire en 1802-1803 : J. B. Butin. 
Maire en 1807 : Lehoucq. 
Maire en 1881 : Vernis.
La commune de Warneton-Bas fusionna avec la commune de Warneton-Sud le 1er juillet 1946 pour former la commune de Warneton (qui a repris le code INSEE de Warneton-Bas). Les réunions du conseil municipal de la nouvelle commune fusionnée se tinrent au café À ma campagne, qui servait déjà de lieu de réunion au conseil municipal de Warneton-Sud avant 1946, avant que la commune ne rachète en 1984 le café Au bon coin, qui venait de fermer, pour en faire la mairie de la commune.